# Amanita umbrinolutea
Amanita umbrinolutea (Secr. ex Gillet) Bataille, Bull. Trimestriel Soc. Mycol. France 26: 139 (1910), è un fungo basidiomicete dall'aspetto slanciato ed esile.

## Descrizione della specie

### Cappello
6-12 cm di diametro, prima campanulato, poi spianato, umbonato, vi si possono distinguere tre zone cromatiche: il margine, la parte mediana e l'umbone)
Cuticolacolore bruno-giallo, a volte con tonalità verdastre, più scura verso il centro e verso il margine del cappello, più chiara nella parte mediana.
Marginecon solcchi e striature molto evidenti, non appendicolato.

### Lamelle
Fitte, libere, di colore bianco o bianco-crema pallido, larghe fino a 6 mm, con filo piuttosto diritto, di colore grigio-bruno, intercalate da lamellule trocate, sparse, equidistribuite, di lunghezza variabile.

### Gambo
10-14 x 1-2 cm, cilindrico, cavo e biancastro, liscio, attenuato all'apice, ricoperto da scaglie brunastre.

### Volva
Bianca, inguainante, membranosa.

### Carne
Bianca, fragile senza odore e sapore particolare.

## Microscopia
Spore13-15 x 10-14 µm, subglobose, bianche in massa, ialine, lisce, monoguttulate.

## Commestibilità
Velenoso da crudo, cotto diventa un ottimo fungo commestibile.

## Habitat
Cresce in estate-autunno, in boschi di latifoglie e conifere.

## Nomi comuni
- Pettinello

## Sinonimi e binomi obsoleti
- Amanita inaurata f. umbrinolutea Secr. ex Gillet. 1874. Champ. (Hyménomyc.) Croiss. France: 42.
- Amanita vaginata var. umbrinolutea ("umbrino-lutea") (Secr. ex Gillet) E. J. Gilbert. 1918. Gen. Amanita Pers.: 146.
- Amanita vaginata subsp. badia var. umbrinolutea (Secr. ex Gillet) Konrad & Maubl. 1924. Icones Sel. Fung., Texte: 34.
- Amanitopsis umbrinolutea (Secr. ex Gill.) E. J. Gilbert. 1928. Bull. Trimestriel Soc. Mycol. France 44: 164.
- Amanita vaginata f. umbrinolutea (Secr. ex Gillet) Veselý. 1933. Ann. Mycol. 31(4): 279.
- Amanitopsis vaginata var. umbrinolutea (Secr. ex Gillet) E. J. Gilbert. 1940. Iconogr. Mycol. (Milan) 27, suppl. (1): 75.
- Amanitopsis umbrinolutea (Secr. ex Gillet) Courtec. "comb. ined." 1986. Clé Determin. Macroscop. Champ. Supér. Régions Nord France: 15/20b-24b.
- Amanitopsis vaginata var. umbrinolutea (Secr. ex Gillet) Wasser. 1988. Ukrayins'k. Bot. Zhurn. 45(6): 77.